# كارلوس هومبيرتو لوبيز
كارلوس هومبيرتو لوبيز (بالإسبانية: Carlos Humberto López)‏ هو لاعب كرة قدم مكسيكي، ولد في 19 فبراير 1996. لعب مع نادي تشياباس.